# Bolla (bướm)
Bolla là một chi bướm ngày thuộc họ Bướm nâu, phân họ bướm nâu cánh xòe.

## Các loài
| - Bolla ancholis - Bolla antha - Bolla aplica - Bolla atahuallpai - Bolla banosa - Bolla boliviensis - Bolla brennus - Bolla browni - Bolla catharina - Bolla chilpancingo - Bolla clytius - Bolla cupreiceps - Bolla cybele - Bolla cyclops - Bolla cylindus - Bolla eusebius - Bolla evippe - Bolla giselus - Bolla guerra - Bolla hazelae - Bolla holaphegges - Bolla imbras - Bolla litus - Bolla lorea | - Bolla madrea - Bolla mancoi - Bolla morona - Bolla naranjapata - Bolla nigerrima - Bolla nubecula - Bolla oiclus - Bolla oriza - Bolla orsines - Bolla phylo - Bolla pullata - Bolla saletas - Bolla salva - Bolla smodora - Bolla sodalis - Bolla sonda - Bolla subapicatus - Bolla subgisela - Bolla tetra - Bolla tornea - Bolla vexta - Bolla ziza - Bolla zora - Bolla zorilla |